# Concursul Muzical Eurovision 1991
Eurovision 1991 a fost a treizeci și șasea ediție a concursului muzical Eurovision. A câștigat reprezentanta Suediei, Carola. 